# 498 Токіо
498 Токіо (498 Tokio) — астероїд головного поясу, відкритий 2 грудня 1902 року Огюстом Шарлуа у Ніцці.